# Untitled 1 (a.k.a. “Vaka”)
«untitled #1», также известный как «Vaka» — сингл и DVD исландской группы Sigur Rós с альбома ( ), выпущенные в 2003 году.
К 12 ноября 2006 года сингл оставался пятнадцатым в канадском чарте синглов, проведя в общей сложности 16 недель в первой двадцатке.

## Список композиций
CD — 3" mini-CD / 5" CD с DVD
1. «untitled #1» (a.k.a. Vaka) — 6:43
2. track 2 — 4:38
3. track 3 — 2:47
4. track 4 — 4:22

- Группа завершала свои выступления во время весеннего тура 2003 года треками 2 и 3 с данного альбома, назвав две эти песни в своём сет-листе «Smáskífa» («синглы»).
- Трек 2 изначально был ремиксом «Vaka», но затем вылился в самостоятельную песню (на которой всё же можно услышать следы мелодии «Vaka»).
- В треке 3 представлено соло на фортепиано, исполняемое барабанщиком Орри Дирасоном.
- Трек 4 — музыка, циклически семплируемая до и после концертных выступлений Sigur Rós.
- На DVD, выпущенном вместе с пятидюймовым CD, содержатся три первых музыкальных видео, сделанных группой: «Svefn-g-englar», «Viðrar vel til loftárása» и «Vaka». На экране меню имеется видео, снятое группой: несколько птиц, сидящих на проводе.
- В Европе альбом был также выпущен на трёхдюймовом мини-CD. На наклейке на лицевой стороне диска сообщается, что он содержит новый 12-минутный трек, хотя на самом деле это четыре отдельных трека.

## Музыкальное видео
В видео, срежиссированном Флорией Сигизмонди, показывается пост-апокалиптический мир, где школьники готовятся выйти на улицу поиграть. Сначала детям проверяют рот и уши, затем они надевают несколько слоёв одежды и зловеще выглядящие противогазы, выходят из здания школы во двор, покрытый чёрным пеплом, который, как снег, падает с неба. Дети играют в пепле: бросаются им друг в друга, делают снеговиков. Между ними происходит потасовка, из-за чего у одной из девочек спадает противогаз. Она падает на землю и постепенно закрывает глаза, а одноклассники собираются вокруг неё. Видео получило награду в категории «Best Video» на церемонии MTV Europe Music Awards 2003 года в Эдинбурге.
Также песня используется в фильме Сюзанны Бир «После свадьбы».